# Вероли
Вероли (итал. Veroli) је насеље у Италији у округу Фрозиноне, региону Лацио.
Према процени из 2011. у насељу је живело 2419 становника. Насеље се налази на надморској висини од 555 м.

## Становништво
| 1931.  | 1936.  | 1951.  | 1961.  | 1971.  | 1981.  | 1991.  | 2001.  | 2011.  |
| ------ | ------ | ------ | ------ | ------ | ------ | ------ | ------ | ------ |
| 18.707 | 18.258 | 20.927 | 18.188 | 16.653 | 18.265 | 19.229 | 19.818 | 20.763 |

## Партнерски градови
- Брук на Мури
- Spinea-Orgnano